# Heike Hatzmann
Heike Hatzmann (* 12. April 1959 in Langen, Kreis Offenbach) ist eine deutsche Politikerin (FDP). Sie gehörte von 1996 bis 2001 dem rheinland-pfälzischen Landtag an.

## Leben und Beruf
Hatzmann, die evangelischer Konfession ist, legte 1978 ihr Abitur an der Elisabeth-von-Thadden-Schule in Heidelberg ab. 1981 bis 1982 war sie bei Tokyo Landscape Architects, Tokyo, 1982 bei Harbour Area Consultants, Hong Kong und besuchte 1984 die Chieng Mai University, Thailand. 1985 gründete sie ein Architekturbüro und wurde 1986 Dipl.-Ing. für Landespflege (TU München, TU Berlin). Seit 1994 war sie Lehrbeauftragte der FH Koblenz, Fachbereich Architektur, Landschaftsarchitektin.

## Politik
Hatzmann wurde 1989 Mitglied der FDP und 1994 FDP-Kreisvorsitzende im Westerwaldkreis. Seit 2001 war sie stellvertretende Vorsitzende des Bundesverbands Liberaler Frauen und wurde 2003 Vorsitzende des Landesverbands Liberaler Frauen Rheinland-Pfalz. Ab 1991 war sie stellvertretende Vorsitzende des Landesfachausschusses Umwelt, 1992 Leiterin des Arbeitskreises Naturschutz des Bundesfachausschusses Umwelt und bis 1996 Mitglied im Beirat für Landespflege bei der Bezirksregierung Koblenz.
Vom 20. Mai 1996 bis zum 17. Mai 2001 gehörte sie dem Landtag an. Dort war sie Vorsitzende im Ausschuss für Umwelt und Forsten und Mitglied im Ausschuss für Frauenfragen sowie im Unterausschuss »Landesbauordnung« und Untersuchungsausschuss »Sonderabfall«.